# Urapakkam

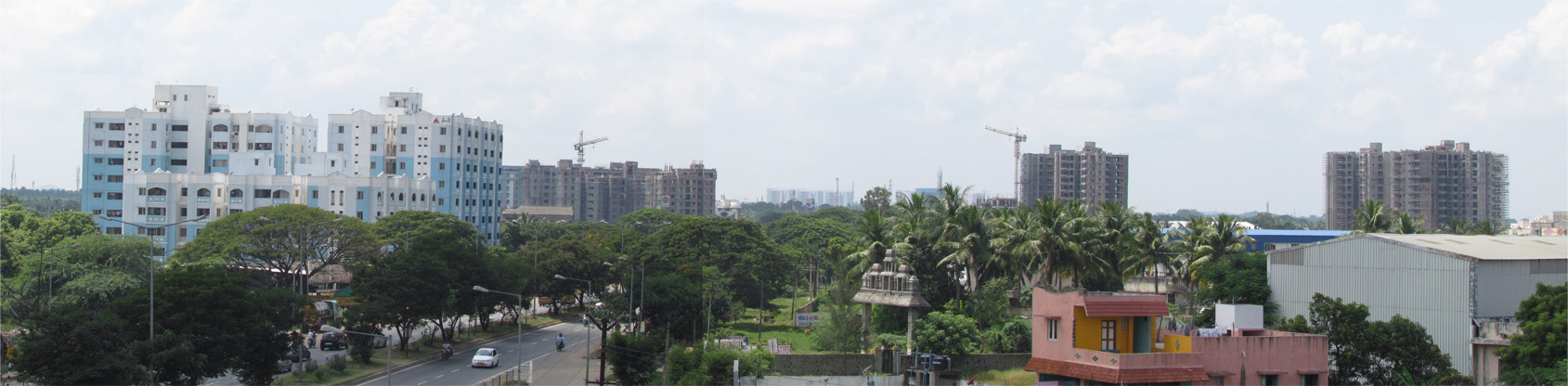
Vista da localidade

Urapakkam é uma vila no distrito de Kancheepuram, no estado indiano de Tamil Nadu.

## Demografia
Segundo o censo de 2001,  Urapakkam  tinha uma população de 13,265 habitantes. Os indivíduos do sexo masculino constituem 51% da população e os do sexo feminino 49%. Urapakkam tem uma taxa de literacia de 77%, superior à média nacional de 59.5%: a literacia no sexo masculino é de 82% e no sexo feminino é de 71%. Em Urapakkam, 12% da população está abaixo dos 6 anos de idade.